# Kol (Népal)
Pour les articles homonymes, voir Kol.
Kol (en népalais : कोल) est un comité de développement villageois du Népal situé dans le district de Rukum. Au recensement de 2011, il comptait 3 127 habitants.